# Karma and Effect
Karma & Effect – czwarty album wydany przez zespół Seether w 2005 roku. Album otrzymał złotą płytę.

## Spis utworów
1. Because Of Me
2. Remedy
3. Truth
4. Gift
5. Burrito
6. Given
7. Never Leave
8. World Falls Away
9. Tongue
10. I'm The One
11. Simplest Mistake
12. Diseased
13. Plastic Man
14. Bonus track